# Luca Scherani
Luca Scherani (Genova, 24 marzo 1978) è un musicista e compositore italiano.

## Biografia
Luca Scherani è un musicista genovese dell'area rock progressive, con tre album da solista all'attivo (Everyday's life del 2007, Everybody's waiting del 2011 e Everything's Changing del 2023) nonché svariate e fattive collaborazioni con vari musicisti e gruppi, in particolare con Fabio Zuffanti, Hostsonaten, La Coscienza di Zeno, Sandro Giacobbe, Enrico Lisei, The Ancient Veil, Periplo, Andrea Celeste, Aleandro Baldi, Lucid Dream, Mr. Punch, Giorgio Re, Il Paradiso degli Orchi, The Samurai of Prog, Il Segno del Comando, Paola Tagliaferro.

### Dal 1997 al 2000
La prima pubblicazione in cui compare Luca Scherani è Zarathustra Revenge - a tribute to Italian Rock of the Seventies  (Mellow Records, 1997), dove reinterpreta con il gruppo Trama il brano Profumo di colla bianca dei Locanda delle Fate. Mellow Records darà l'opportunità a Luca Scherani e ai Trama di pubblicare l'anno dopo un album intero, Prodromi di Finzioni Sovrapposte.
Nel 1998 Luca Scherani incontra Fabio Zuffanti e inizierà a collaborare agli arrangiamenti del musical Merlin - The Rock Opera, pubblicato nel 2000 per Iridea Records e rappresentato con successo tra il 1999 e il 2000 in Italia e in Francia. Nel 2011 il doppio cd viene remixato, rimasterizzato, dotato di alcuni nuovi arrangiamenti e di una nuova copertina. Questa ristampa esce nell'aprile 2012 per l'etichetta AMS/BTF.
Esaurita l'esperienza con il musical Merlin - The Rock Opera, Luca inizia a scrivere la musica che confluirà però solo nel 2007 nel suo esordio solista.

### Attività solista
Dal 2000 al 2007 Luca Scherani compare in qualche registrazione pubblicata a nome Finisterre e Höstsonaten, ma senza entrare fattivamente in nessuno dei due progetti. Nel frattempo viene completato il primo album solista: Everyday's life viene pubblicato nel novembre 2007 dall'etichetta Interbeat di Luigi Piergiovanni. Nel 2009 riprende la collaborazione con Fabio Zuffanti, parallelamente all'impegno artistico a fianco della A.GE.RA.N.V. (Associazione Genitori Ragazzi Non Vedenti) di Genova. Queste collaborazioni daranno alla luce diversi album, ma per un altro disco solista bisognerà attendere il 2012, anno di pubblicazione di Everybody's waiting per l'etichetta AMS/BTF. Questo secondo album vede la partecipazione di importanti collaboratori, tra cui lo stesso Fabio Zuffanti, Bob Callero e Andrea Maddalone dei New Trolls.
Nel 2023 pubblica il disco Everything's Changing, la cui lavorazione ha richiesto circa 12 anni. Moltissimi gli ospiti intervenuti in questo terzo capitolo pubblicato su etichetta AMS Records/BTF.

### Höstsonaten, Aries e collaborazioni con Fabio Zuffanti
La collaborazione con Fabio Zuffanti, interrotta nel 2001 una volta esaurita l'esperienza Merlin - The Rock Opera, riprende nel 2009: Luca Scherani viene ricontattato per suonare e scrivere alcuni arrangiamenti per quartetto d'archi nell'album Double Reign del gruppo Aries (pubblicato da AMS/BTF nel 2010).
Nel 2011 è la volta del gruppo Höstsonaten, che chiede a Luca Scherani di curare la stesura degli arrangiamenti per quartetto d'archi e di tutte le parti soliste di violino, flauto e oboe e suonare le parti di tastiera e pianoforte in Summereve (pubblicato da BTF/AMS2000 nel 2011). Da qui in poi Luca Scherani entra negli Höstsonaten come membro stabile.
Sempre nel 2011 Luca Scherani collabora al terzo disco solista di Fabio Zuffanti, La foce del ladrone, pubblicato da Spirals records/Libellula Music]/Long Song Records/Audioglobe.
Finito il ciclo delle stagioni, gli Höstsonaten tornano al lavoro sulla trasposizione musicale del poema di Samuel Taylor Coleridge The Rime of the Ancient Mariner. Il disco che contiene le prime quattro parti dell'opera esce nell'aprile 2012 per AMS/BTF. Nel dicembre 2012 "The rime..." viene presentato in teatro in una versione che comprende musica dal vivo, azioni teatrali, danza ed elementi multimediali, e nel maggio 2013 viene pubblicato un DVD+CD (Alive in theatre") a testimonianza della serata.
Durante il 2014 vede la luce il musical inedito "Cogli l'attimo": musiche di Fabio Zuffanti, testi dello scrittore Pee Gee Daniel, arrangiamenti di Luca Scherani, regia di Susanna Tagliapietra, portato in scena in tutta Italia dalla Compagnia T&M Live.
Nel 2016 viene pubblicato l'album "Symphony I: Cupid & Psyche", album per orchestra classica e gruppo rock interamente composto da Fabio Zuffanti, arrangiato e orchestrato da Luca Scherani. Dopo alcune rappresentazioni in teatri italiani, a maggio 2017 il lavoro viene presentato dal vivo al festival canadese Terra Incognita, a Quebec City.

### La Coscienza di Zeno
Nel 2011 il gruppo genovese La Coscienza di Zeno, formato da ex elementi di gruppi di spicco del panorama progressive genovese (Finisterre, Malombra, Narrow Pass, Il tempio delle clessidre), pubblica per Mellow Records un album di esordio che riceve grandi e inaspettati riscontri di critica e pubblico. Luca Scherani in questo primo album è solo ospite in un brano, ma l'anno dopo entra a far parte del gruppo stabilmente, sostituendo il primo tastierista Andrea Lotti. Inizia quindi un'intensa attività di concerti in Italia, Svizzera, Belgio e Olanda, che lo porterà a condividere il palco con importanti formazioni di ambito progressive, come Locanda delle Fate, Maxophone, Garybaldi e Accordo dei Contrari.
Nel 2013 il gruppo, stavolta con Luca Scherani in formazione, pubblica per l'etichetta  AltrOck/Fading Records il secondo album Sensitività. A settembre 2013 il gruppo si esibisce al "2days of Prog" di Veruno, dividendo il palco con gli inglesi Haken e Three Friends (gruppo formato da ex componenti dei Gentle Giant).
Nel 2014 La Coscienza di Zeno intensifica l'attività live fuori dall'Italia: un mini-tour primaverile che culmina con la partecipazione alla convention Prog-résiste di Soignes (Belgio), dividendo il palco con i Lazuli e i The Watch per concludersi al FIM (Fiera Internazionale della Musica) di Genova sul palco insieme a Alphataurus, Consorzio Acqua Potabile, Gianni Leone e Osanna. A parte un ultimo concerto, nel quale dividono il palco con i Delirium, gli ultimi mesi del 2014 sono interamente dedicati alla registrazione del terzo album, anche questo prodotto da AltrOck/Fading Records.
Ultimate le registrazioni, Il 2015 si apre con l'uscita di "La notte anche di giorno" questa volta stampato anche in vinile.
A febbraio 2016 il gruppo si esibisce per la prima volta in Olanda, a Nieuwerkerk: il concerto verrà pubblicato nel 2018 da AMS Records con il titolo "Il giro del cappio".
Nel novembre 2018 viene pubblicato da AMS Records il quarto album del gruppo "Una vita migliore".

### Con Nicolò Pagliettini e la Associazione Genitori Ragazzi Non Vedenti
Nel 2007 Scherani incontra il giovane cantante ligure ipovedente Nicolò Pagliettini e tramite lui conosce l'associazione "A.GE.RA.N.V." (Associazione Genitori Ragazzi Non Vedenti). Questo incontro porterà Scherani alla collaborazione con artisti importanti (Aleandro Baldi, Franco Califano, Enrique Balbontin, Mario Trabucco) nella realizzazione di CD musicali a sostegno della associazione stessa, oltre alla partecipazione all'attività solista dello stesso Pagliettini per l'etichetta Maya Records.
Dal 2009 l'inno ufficiale della squadra di calcio Virtus Entella è Forza Entella!, scritto da Luca Scherani e Fabrizio Pagliettini, cantato da Nicolò Pagliettini e Fabrizio Pagliettini con la partecipazione della prima squadra al completo. L'inno registra molti passaggi televisivi e radiofonici nella primavera del 2014 grazie alla promozione della squadra in Serie B.

### Periplo
Nel 2006 nascono i Periplo, da un'idea di Luca Scherani (pianoforte) e Fausto Sidri (voce, percussioni).
La direzione intrapresa dal progetto insegue sonorità sinfoniche e cameristiche, pur restando ancorata alla forma canzone: la formazione viene presto completata da Sylvia Trabucco (primo violino), Nicola Peirano (secondo violino), Joanne Roan (flauto), Chiara Alberti (violoncello).
Nel 2008 il gruppo raggiunge la finale del Festival di Ghedi (BS), dove esegue il brano "Nel Mezzo" accompagnato dalla Omnia Symphony Orchestra del maestro Bruno Santori.
Nel 2013 arrivano terzi all'IndipendenteMente Contest promosso dal MEI di Faenza e dedicato ai 30 anni di carriera di Enrico Ruggeri; sarà lo stesso cantautore a premiare il brano "Fantasmi di città" riarrangiato dai Periplo.
Il CD di esordio del gruppo viene pubblicato da Mellow Records prima nel 2014 in formato digitale, poi nel 2015 in CD: il lavoro viene molto apprezzato dal Club Tenco che invita i Periplo ad alcune proprie manifestazioni.

### Mr. Punch
Dal 2015 al 2017 Luca Scherani si esibisce in tutta Europa con il gruppo Mr. Punch, tributo ai Marillion (epoca Fish).

### Sandro Giacobbe
Dal 2019 entra a far parte della band del cantautore Sandro Giacobbe, accompagnandolo in tour e in studio.

### Stefano "Lupo" Galifi
Nel 2018, tramite la band italo-finlandese The Samurai of Prog, un brano scritto da Luca Scherani ("Un respiro e tutto cambia", pubblicato nel cofanetto Omnibus The Early Years) viene affidato alla voce di Stefano "Lupo" Galifi, storico cantante dei Museo Rosenbach. La collaborazione Scherani/Galifi prosegue anche per i successivi album del gruppo. Nel 2020 Luca Scherani si occupa della composizione e degli arrangiamenti del debutto solista del cantante, che vedrà la luce nel 2021 con il titolo "Dei ricordi un museo" pubblicato da AMS Records.

### Altro
Dal 2015 collabora con lo storico gruppo dark Il Segno del Comando. Da marzo 2015 la sigla del telegiornale dell'emittente Teleradiopace è un brano composto da Luca Scherani.
Dal 2017 al 2022 collabora come membro esterno e coautore con la band finlandese The Samurai of Prog.
Nel 2017 ha curato la rubrica musicale all'interno della trasmissione "Buonasera" dell'emittente ligure Teleradiopace.
Dal 2017 insegna pianoforte moderno per Lizard Accademie Musicali.

## Discografia

### Album come solista
- 2007: Everyday's Life (Interbeat)
- 2011: Brivido (A.GE.RA.N.V., pubblicato a nome "Luca Scherani & dbQuintet")
- 2012: Everybody's Waiting (AMS Records/BTF)
- 2014: Tributes (Mellow Records)
- 2023: Everything's Changing (AMS Records/BTF)

### Album con altri gruppi
- 1998: Trama - Prodromi di finzioni sovrapposte (Mellow Records)
- 2000: Merlin - The Rock Opera (Iridea Records)
- 2007: The Great Complotto - Attraverso le dimensioni sonore (autoprod.)
- 2008: Buoni Konsigli - Racconti... Raccolti (A.GE.RA.N.V.)
- 2011: Höstsonaten - Seasoncycle part I: Summereve (AMS/VM 2000/Btf)
- 2012: Höstsonaten - The Rime of the Ancient Mariner - Chapter one (AMS/VM 2000/Btf)
- 2012: Nicolò Pagliettini - Chiavari si illumina (Maya Records)
- 2013: Höstsonaten - Alive in theatre (AMS/VM 2000/Btf)
- 2013: La coscienza di Zeno - Sensitività (AltRock/Fading Records)
- 2014: Periplo - Storia di un malessere passeggero (Mellow Records)
- 2015: La Coscienza di Zeno - La notte anche di giorno (AltrOck/Fading Records)
- 2016: Mr. Punch - Live around Europe (The Company)
- 2016: Höstsonaten - Symphony I: Cupid & Psyche (AMS/Btf)
- 2017: Mr. Punch - Live around Europe 2.0 (The Company)
- 2018:  La Coscienza di Zeno - Il giro del cappio (dal vivo 26.02.2016) (AMS Records/BTF)
- 2018: Trama - Oscure Movenze (Lizard Records)
- 2018:  La Coscienza di Zeno - Una vita migliore (AMS Records/BTF)
- 2020: Lucid Dream - The great dance of the spirit (Sliptrick Records)
- 2021: Stefano "Lupo" Galifi - Dei ricordi, un museo (AMS Records/BTF)
- 2024: Paola Tagliaferro - For the love of Greg Lake (Manticore Records)
- 2024: Sandro Giacobbe - Signora mia sapessi... 50 volte ti ho sognata (Airone Music)
- 2025: Lucid Dream - A peaceful death (autoprod.)
- 2025: Paola Tagliaferro - The sound of the spheres (Owl Records)

### Singoli
- 2019: Virginia Ruspini - Para mi corazon (CDBaby)
- 2019: Virginia Ruspini - Yo quiero amarte (CDBaby)
- 2020: Sandro Giacobbe - Genova (Airone Music)
- 2021: Ballard - Changes (Ballard Music)
- 2021: Sandro Giacobbe - Il nostro tempo (Airone Music)
- 2021: Ballard - Too Soon feat. Derek Sherinian (Ballard Music, Interstreet Recordings)
- 2021: Paola Tagliaferro/La Compagnia dell’Es - Ecocide is a Crime (Owl Records)
- 2021: Ballard - Chant of Posidonia (Ballard Music, Interstreet Recordings)
- 2022: Ballard - SYGYZY (Ballard Music, Interstreet Recordings)

### Collaborazioni
- 1997: Zarathustra Revenge - a tribute to Italian Rock of the Seventies (Mellow Records)
- 1998: Fanfare for the pirates - A tribute to ELP (Mellow Records)
- 1999: To Canterbury and beyond - A tribute to the Canterbury Scene (Mellow Records)
- 2002: Finisterre - Harmony of spheres (Mellow Records)
- 2004: Höstsonaten - Springtides (A Collection of Rare & Unreleased Tracks 1992-2002) (Mellow Records)
- 2010: Condition Black - When I'm not (Arctic Music Records)
- 2010: Recital for a season's end - A tribute to Marillion (Mellow Records)
- 2010: Maghi di Carroz - Signori distratti (autoprod.)
- 2010: Aries - Double Reign (AMS/VM 2000/Btf)
- 2011: Fabio Zuffanti - La foce del ladrone (Spirals records/Long Song Records/Audioglobe)
- 2011: Compagnia Teatrale Duende - Il gabbiano Jonathan Livingston (A.GE.RA.N.V.)
- 2011: La coscienza di Zeno (Mellow Records)
- 2012: Daal - Dodecahedron (AGLA Records)
- 2012: Tales from the edge - A tribute to the music of Yes (Mellow Records)
- 2012: Family Snapshots - A tribute to Genesis solo careers: Peter Gabriel (Mellow Records)
- 2013: More animals at the gates of reason - a tribute to Pink Floyd (AMS/VM 2000/Btf)
- 2014: Fabio Zuffanti - La quarta vittima (AMS/VM 2000/Btf)
- 2014: "The Best of...2 Days Prog + 1" Veruno prog fest 2013 (Edizioni Ver1Musica)
- 2014: La coscienza di Zeno (AltrOck/Fading Records, ristampa +bonus tracks)
- 2014: Echoes of Secrets - A tribute to Pink Floyd (Mellow Records)
- 2014: PHILLIPS/BANKS/COLLINS/RUTHERFORD/WILSON tribute - In the land of geese, ghosts and confusion (Mellow Records)
- 2015: Fabio Zuffanti - Ruggine, 1992-2011 (AMS Records)
- 2015: La Curva di Lesmo (AMS Records)
- 2015: Gabriele Priolo - Occidente (autoprod.)
- 2016: Moonlight Cafe (Various Artists, Interbeat Records)
- 2016: Giorgio Re - Amore Impossibile (autoprod.)
- 2017: Gioacchino Costa - Sottopelle-Sottoterra (autoprod.)
- 2017: Il cerchio medianico - Un'opera prop di Stefano Agnini (BTF/AMS Records)
- 2017: The Samurai of Prog - On we sail (Seacrest Oy)
- 2018: Artisti Vari - Tigullio Burning (iM Cam)
- 2018: Il Segno del Comando - L'incanto dello Zero (Black Widow Records)
- 2018: The Samurai of Prog - Omnibus, the early years (Seacrest Oy)
- 2019: The Samurai of Prog - Toki No Kaze (Seacrest Oy)
- 2019: Finisterre XXV (AMS Records/BTF)
- 2019: Sandro Giacobbe - Sus Grandes Canciones En Italiano y Español (Rama Lama Music – RM56112)
- 2019: Jus Primae Noctis - Istinto (Black Widow Records)
- 2020: Bernard and Pörsti: Gulliver (Seacrest Oy)
- 2020: Davide Orlando - Elvisway (Elvis Friends Italia)
- 2020: Daniele Sollo - Order and DisOrder (MICIO POLDO Edizioni Musicali, G.T. MUSIC Distribution)
- 2021: The Samurai of Prog - The White Snake (Seacrest Oy)
- 2021: The Samurai of Prog - Omnibus, the middle years (Seacrest Oy)
- 2021: Bernard and Pörsti: Robinson Crusoe (Seacrest Oy)
- 2022: Gabriele Priolo - La prigione dei pupazzi (autoprod.)
- 2023: Gabriele Priolo - L'amore Giallo (Pedro Records)
- 2023: Andrea Orlando - La scienza delle stagioni (AMS Records)